# Миљенко Перић
Миљенко Перић (Загреб, 16. јануар 1949) српски је физикохемичар и академик, редовни члан састава Српске академије науке и уметности од 5. новембра 2009.

## Биографија
Завршио је основне студије Физичке хемије на Природно-математичком факултету Универзитета у Београду 1970. године, магистарске студије 1973. и докторат на Катедри за теоријску хемију Математичко-природног факултета Универзитета у Бону 1976. Радио је као редовни професор на Факултету за физичку хемију Универзитета у Београду од 1994. и као гостујући професор на универзитетима у Вирцбургу, Бону, Паризу, Диселдорфу и Хајделбергу. Аутор је академске беседе „Теоријска молекулска спектроскопија” и рада „Билтен природњачке садржине” 2004. Редовни је члан састава Српске академије науке и уметности од 5. новембра 2009, члан је Српског хемијског друштва и Друштва физикохемичара Србије.